# 2011 QF99
2011 QF99 – planetoida z grupy centaurów, obiegająca Słońce po orbicie o mimośrodzie 0,177 w czasie prawie 84 lat, będąca pierwszą znaną planetoidą trojańską na orbicie Urana. Została odkryta 29 sierpnia 2011 roku z obserwatorium na szczycie Mauna Kea. Nazwa planetoidy jest oznaczeniem tymczasowym.
2011 QF99 w swoim ruchu wokół Słońca przebywa w pobliżu punktu libracyjnego L4 na orbicie Urana. Punkt ten nie jest stabilny ze względu na perturbacje ze strony innych planet-olbrzymów i planetoida w dalekiej przyszłości przestanie być trojańczykiem Urana, niemniej nie nastąpi to w przeciągu najbliższych tysięcy lat. Może być ona pierwszym znanym obiektem z większej populacji.